# Chelonus constrictus
Chelonus constrictus är en stekelart som först beskrevs av Papp 1999.  Chelonus constrictus ingår i släktet Chelonus och familjen bracksteklar. Inga underarter finns listade i Catalogue of Life.